# Fresh (trupă)
Fresh este o trupă pop punk britanică formată în Londra în anul 2015 de Kathryn Woods (vocalistă/chitaristă), alături de George Phillips (basist) și Daniel Goldberg (baterist) în 2016.    Formația actuală este completată de Joely Smith (chitarist), care s-a alăturat în 2023.  Au lansat trei albume și patru EP-uri.
Trupa Fresh a fost începută la Londra în 2015 de compozitoarea Kathryn Woods (vocalistă/chitaristă). George Phillips (basist) și Daniel Goldberg (baterist) s-a alăturat trupei live în 2016 și va continua să cânte pe albumul de debut.     Myles McCabe a fost chitaristul trupei între 2017 și 2023. Formația actuală este completată de Joely Smith (chitaristă), care s-a alăturat oficial trupei în noiembrie 2023. 
După ce a lansat singuri două EP-uri în 2015, trupa a semnat cu Specialist Subject Records și a lansat albumul de debut eponim pe 18 august 2017.    Albumul a fost înregistrat la The Ranch, Southampton. 
În iulie 2017, au fost prezentați în revista Kerrang! care i-a comparat cu artiștii Modern Baseball, Joyce Manor și Diet Cig . Articolul o citează pe Kathryn spunând: „Trupa a început deoarece eram o adolescentă ce se plictisise să vadă doar bărbați care cântă în trupe”. 
Pe decembrie 2017, ABC News a clasat albumul lor de debut ca unul dintre top 50 cele mai bune albume ale acelui an. 
În februarie 2019, Fresh au anunțat data de lansare a albumului Withdraw, 7 iunie, dezvăluind single-ul principal „Willa” (numit după Willa Cather ). 
Pe 9 martie 2021, trupa a lansat single-ul „Girl Clout”.  Apoi, pe 19 aprilie, au anunțat că este o parte a noului EP care urma să fie lansat pe 30 aprilie, intitulat The Summer I Got Good At Guitar, precum și dezvăluirea unui al doilea single - „My Redemption Arc”. 
Începând cu single-ul  „Daytime” / „Nighttime” din 2018, totul a fost înregistrat cu ajutorul lui Rich Mandell al trupei Happy Accidents . Mandell cântă și în trupa Me Rex condusă de McCabe din care Woods a fost și membru.
Woods cântă și în trupa Cheerbleederz .

### Albume
- Fresh - Specialist Subject Records, LP 12 inchi, CD, casetă, MP3 (2017) [4] [6] [7] [11]
- Withdraw  - Specialist Subject Records, LP 12", CD, MP3 (2019) [8] [12]
- Raise Hell - Specialist Subject Records (Marea Britanie) / Get Better Records (SUA), LP 12 inchi, CD, casetă, MP3 (2022)

### L.P-uri
- Gewingchum - Auto-lansat, MP3 (2015) / Specialist Subject Records, casetă (2017)
- These Things Are Not That Fun- Auto-lansat, MP3 (2015) / Specialist Subject Records, casetă (2017)
- The Summer I Got Good At Guitar - Specialist Subject Records, 12" EP, casetă, MP3 (2021) [10]
- Fresh Comes Alive! - Auto-lansat, MP3 (2022)

- „Daytime” / „Nighttime” - Specialist Subject Records, 7”, MP3 (2018)
- „Willa” - Specialist Subject Records, MP3 (2019)
- „Going to Brighton” - Specialist Subject Records, MP3 (2019)
- „New Girl” - Specialist Subject Records, MP3 (2019)
- „Cinema Woes” - Specialist Subject Records, MP3 (2019)
- „Girl Clout” - Specialist Subject Records, MP3 (2021)
- „Merch Girl”